# 19 Entertainment
19TV, também conhecida como 19 Entertainment é uma empresa britânica que produziu seu programa que é sucesso em todo o mundo: Idols. Idols tem versões por todo o mundo.

## Produções
- Idols (original; britânico)

Versões de Idols
- Ídolos (Brasil)
- Ídolos (Portugal)
- Latin American Idol (América Latina)
- American Idol (Estados Unidos)
- Nouvélle Star (França)
- Australian Idol (Austrália)